# Jan Hryniak
Jan Zdzisław Hryniak (ur. 12 maja 1969 w Warszawie, zm. 19 lutego 2022) – polski reżyser filmowy oraz scenarzysta.

## Życiorys
Absolwent Wydziału Architektury Politechniki Warszawskiej i Wydziału Reżyserii Państwowej Wyższej Szkoły Filmowej, Telewizyjnej i Teatralnej w Łodzi (1996). Tworzył filmy fabularne, seriale telewizyjne, teledyski i filmy reklamowe.
Był zięciem reżysera Krzysztofa Kieślowskiego; mężem Marty Hryniak, scenarzystki filmowej.
3 marca 2022 został pochowany na cmentarzu Powązkowskim.

## Filmografia
Reżyser i scenarzysta
- 1994: Czapla i żuraw (etiuda szkolna)
- 1994: Hotel Mistrzów (film dokumentalny)
- 1995: Poza granicami (etiuda szkolna)
- 1995: Serce (etiuda szkolna)
- 1997: Przystań
- 2000: Elżbieta Chojnacka. Klawesynistka (film dokumentalny)
- 2004: Trzeci
- 2010: Trick
- 2012: Trick (serial telewizyjny)
- 2014: Sama słodycz (serial telewizyjny, odcinki: 4–6, 8–10, 12)
- 2014: Czas honoru. Powstanie (serial telewizyjny)
- 2016: Kantor. Nigdy tu już nie powrócę
- 2020: Zenek

Aktor filmowy
- 2020: Zenek jako mężczyzna przed kantorem
- 2004: Trzeci jako facet w kawiarni
- 1999: Kiler-ów 2-óch jako dziennikarz przed więzieniem

## Nagrody
- 1999 – Koszaliński Festiwal Debiutów Filmowych „Młodzi i Film„) Nagroda Prezydenta RP nagroda pozaregulaminowa przyznana przez Jury Młodych „za młodość i za film „Przystań”;  Nagroda im. prof. Bolesława Lewickiego uczestników seminarium dla nauczycieli nagroda pozaregulaminowa przyznana przez uczestników seminarium nauczycielskiego za „film o szczególnych walorach wychowawczych”
- 1999 – Przegląd Filmowy „Prowincjonalia„ w Słupcy koło Konina, Złoty Jańcio (nagroda główna) nagroda organizatorów za obiecujący debiut – film „Przystań”
- 2005 – Festiwal Filmowy i Artystyczny „Lato Filmów” w Toruniu Nagroda Publiczności za film „Trzeci”
- 2006 – Festival of the Young Filmw Pecs, Nagroda Jury Studenckiego za film „Trzeci”